# Franz Laumans
Franz (Frans) Laumans (Heist-op-den-Berg, 8 mei 1861 – aldaar, 24 april 1920) was een Belgisch componist, dirigent, trombonist en drukker. Hij was een zoon van het echtpaar Petrus Franciscus Laumans en Joanna Catharina van der Veken.

## Levensloop
Laumans werd trombonist in de fanfare St.-Cecilia Heist-op-den-Berg. Het fanfareorkest repeteerde toen bij zijn toekomstige schoonvader, de muziekmeester J.B. Anthoni, omdat Laumans later de weduwe Maria Paulina Leonia Anthoni huwde. Na zijn huwelijk studeerde Laumans een bepaalde tijd aan het Koninklijk Vlaams Conservatorium Antwerpen bij Peter Benoit. Met zijn vrienden in Antwerpen woonde hij talrijke muzikale gebeurtenissen bij. Rond 1885 was hij dirigent van een drietal fanfareorkesten, onder anderen in Heist-op-den-Berg en in Beerzel. 
Als opgeleide drukker richtte hij in 1883 een eigen bedrijf op en publiceerde het weekblad "De Aankondiger"; later volgde ook nog een ander weekblad "De Vrijschutter" en via een verder opgerichte drukkerij in Haacht, voor die zijn stiefzoon Raymond Van Loo verantwoordelijk was, het blad "De Haechtenaar".
Als componist schreef hij vooral voor fanfareorkest, blijspelen en dansmuziekensembles, maar ook vocale muziek. 

## Composities

### Muziektheater

#### Toneelmuziek
- 1890 Maan-eclips, blijspel - tekst: Philemond Caluwaert
- "'t Menschdom wil bedrogen zijn!", blijspel - tekst: E. Pallemaerts
- Dat 's ieder zijn gedacht, blijspel - tekst: E. Pallemaerts

### Vocale muziek

#### Werken voor koor
- Ave Maria, voor gemengd koor - tekst: Philemond Caluwaert

#### Liederen
- "'t Is bitter koud", voor zangstem en piano[3] - tekst: Philemond Caluwaert

### Kamermuziek
- 1878 Album met twintig korte dansstukken, met onder anderen
  1. L'indépendance, mars
  2. Le Retour de Vienne, galop
  3. Malvina, wals
  4. Rêverie, mazurka
  5. Stella, mazurka
  6. Vooruit, pas-redoublé